# Lisa Angell
Lisa Angell, egl. Lisa Vetrano, er en fransk sangerinde, der skal repræsentere Frankrig ved Eurovision Song Contest 2015 i Wien med nummeret "N'oubliez pas".

## Biografi
Lisa Angell er født den 21. september 1968 i Paris af en italiensk far. Hun begyndte at studere musik som 15-årig og ernærede sig de følgende år som musiker ved den franske riviera. Hun har haft succes på den franske musikscene siden 2009, og hun udsendte i 2011 sit debutalbum Les divines. Det blev i 2013 fulgt op af Des mots....
Den 23. januar 2015 blev det offentliggjort, at Angell skal repræsentere Frankrig ved Eurovision Song Contest 2015 i Wien med nummeret "N'oubliez pas", på dansk Glem aldrig. Sangen er skrevet af Robert Goldman og omhandler bl.a. Første Verdenskrig.